# Clever Quintana
Clever Elías Quintana Alonzo, noto semplicemente come Clever Quintana (Bella Unión, 20 gennaio 1998), è un ex calciatore uruguaiano, di ruolo attaccante.

## Caratteristiche tecniche
È un centravanti.

## Carriera
Cresciuto nel settore giovanile del Liverpool (M), ha debuttato in prima squadra il 26 febbraio 2017 disputando l'incontro di  Primera División Profesional perso 2-1 contro l'El Tanque Sisley.